# Nikolái Bolshakov
Nikolái Valérievich Bolshakov –en ruso, Николай Валерьевич Большаков– (Chernogorsk, URSS, 11 de mayo de 1977) es un deportista ruso que compitió en esquí de fondo.
Ganó una medalla de bronce en el Campeonato Mundial de Esquí Nórdico de 2005, en la prueba de relevo. Participó en los Juegos Olímpicos de Salt Lake City 2002, ocupando el sexto lugar en la prueba de relevo y el séptimo en 30 km.

## Palmarés internacional
| Campeonato Mundial | Campeonato Mundial    | Campeonato Mundial | Campeonato Mundial |
| Año                | Lugar                 | Medalla            | Prueba             |
| ------------------ | --------------------- | ------------------ | ------------------ |
| 2005               | Oberstdorf (Alemania) | Medalla de bronce  | Relevo 4 × 10 km   |